# Withdean Stadium
Il Withdean Stadium è uno stadio di calcio e di atletica leggera di Brighton, casa del Brighton & Hove Albion Football Club fino all'estate del 2011.
La capacità dello stadio è di 8.676 posti a sedere. Lo stadio è stato usato temporaneamente dal Brighton prima del trasferimento al Falmer Stadium nei pressi di Falmer. L'ex stadio del club, il Goldstone Ground, è stato venduto nel 1997 per salvare il club dall'imminente fallimento. Per tale motivo la squadra ha giocato le partite casalinghe per due stagioni al Priestfield Stadium di Gillingham, a 70 km da Brighton, prima di trasferirsi nuovamente in città al Withdean Stadium. L'unica alternativa locale per il Brighton era quella di giocare al County Cricket Ground.
Il Withdean Stadium è stato votato nel 2004 come il quarto peggior stadio nel Regno Unito. Il carattere temporaneo dello stadio era evidente, perché veniva utilizzato principalmente per l'atletica, c'è un'unica tribuna permanente lungo il lato nord, mentre le altre tribune sono sostituite da un'impalcatura (alcune delle quali fungono da seduta temporanea per il British Open). La più grande è la South Stand. L'estremità est del campo contiene due piccole tribune e un piccolo stand. Uno degli stand più grandi è destinato per i gruppi di famiglie. Le strutture di accoglienza sono dotati di cabine portatili collocate a caso attorno al sito, e vi è un limitato parcheggio per le auto.
Ci fu una notevole opposizione nella comunità prima di consentire al club di utilizzare lo stadio. Più tardi sono state fatte alcune concessioni uniche e al club è stato permesso di utilizzare l'impianto nel 1999. La musica amplificata è stata vietata durante le partite di calcio (tranne che per il tradizionale "Sussex"), sono state imposte divieti di parcheggio dal mare ed entro un raggio di un chilometro e mezzo dal suolo. Dopo un anno, le restrizioni per la musica sono state ammorbidite, ma le limitazioni di parcheggio rimangono in vigore. Il prezzo di ogni biglietto partita include un voucher che consente il trasporto pubblico gratuito di bus o di viaggio in treno in tutta la zona di Brighton e Hove.
Per la partita contro il Brighton & Hove Albion Football Club lo Sheffield United il 2 ottobre 2004, lo stadio fu temporaneamente rinominato Palookaville poiché ha ospitato la festa di lancio per l'album di Fatboy Slim con lo stesso nome. L'album è stato pubblicato da Skint Records, sponsor maglia del club, e per questo match la squadra indossava magliette recanti il nome Palookaville invece di Skint. Il nome è stato anche dai tifosi, perché riflette l'inadeguatezza della sede provvisoria del club. Ulteriori posti a sedere sono stati aggiunti sui lati Est e Ovest nel novembre 2005.
Il vice primo ministro, John Prescott, ha dato il permesso, il 28 ottobre 2005, al Brighton di costruire il Falmer Stadium. Tuttavia, un appello è stato lanciato da Lewes del Consiglio e dei residenti in Falmer, causando ritardo. Il permesso fu concesso ancora una volta il martedì 24 luglio 2007 dal Segretario di Stato per le Comunità e degli enti locali Hazel Blears. Lo sviluppo preliminare fu iniziato nel novembre 2008. Con i cambiamenti nella legislazione dopo la proposta iniziale, la data di apertura prevista per il nuovo stadio è stato rinviato all'inizio della stagione 2011/12.
Con il trasferimento della squadra al nuovo impianto a partire dalla stagione 2011/12, il Withdean Stadium torna ad essere teatro di atletica leggera.

## Proprietà dello stadio
Lo stadio è gestito e mantenuto sotto contratto dal consiglio comunale di Brighton. Il personale incaricato per l'allestimento e il mantenimento dello stadio nei giorni di partita è stato gestito dal DC Free-Time (quando la società è stata chiamata Ecovert Management Limited) fino alla stagione calcistica 2003/2004, quando la responsabilità del personale dello stadio nei match è stato consegnato al Brighton & Hove Albion Football Club.